# Poštela
Poštela je železnodobno gradišče, ki leži na Pohorskem grebenu, kjer sega sklenjen gozd prav do ravnine in razvanjsko-radvanjskih hiš. Gradišče s kilometer dolgim nasipom, ki je po letu 1903 bilo že večkrat preiskano, vendar še ne dokončno ovrednoteno, je bilo poseljeno predvsem v zgornjem delu, ki ga je prečni zid delil od spodnjega. 

## Južna vrata - vhod na Poštelo
V zgornjem delu je bilo gradišče opremljeno z vodnjakom - cisterno. Prav ta Črna mlaka, kot se imenuje, je burila domišljijo številnih obiskovalcev. Legenda o njej je med drugim zapisana v zbirki Zlati krompir pisatelja Oskarja Hudolesa. 

## Poštelski vodnjak
Med ruševinami davno zgrajenega gradišča na Pošteli na Pohorju je poštelski vodnjak verjetno najznamenitejši ostanek tega nekdaj močnega gradišča. Obkroža ga dobro viden nasip, čeprav je v današnjih dneh že počno porasel z gozdnim naseljem. Najbrž je nasip zemlja, ki so jo metali iz globin, ko so kopali ta globok vodnjak. Njegova globina še ni izmerjena.